# Leon Garfield
Leon Garfield, född 14 juli 1921 i Brighton, Sussex, England, död 2 juni 1996, brittisk (engelsk) författare av ungdomsböcker, vuxenromaner och manuskript.
Garfield träffade sin blivande hustru Vivien Alcock i London under tjänstgöring i brittiska armén under Andra världskriget. Efter kriget arbetade han en period på ett biokemiskt laboratorium i London och debuterade 1964 med Jack Holborn. Mellan 1992 och 1994 anpassade han Shakespeares pjäser till en animerad TV-serie kallad Shakespeare - The Animated Tales.